# 聖母聖心司教座堂 (新竹市)
聖母聖心司教座堂（中: 聖母聖心主教座堂）は台湾 新竹市北区中正路156号にあるカトリック教会およびその聖堂で、カトリック新竹教区の司教座聖堂（カテドラル）である。中正路と北大路の交差点にあることから、別名を北大教堂、また北大堂という。カトリック教会の新竹における重要拠点であるだけでなく、新竹市有数のランドマークとして知られている。

## 沿革
- 1952年 - 中国大陸を追われた米国人ユージン・フェイ師（イエズス会）らは、揚州、上海などから新竹に逃れた。彼らはもとの教区、修道会ごとに宣教に従事し、これが新竹における大規模で組織的なカトリック宣教のはじまりとなった。

中国大陸から逃れた外国籍神父は閩南語（台湾語）ができず、戦後の中国からの移住者（外省人）と言葉が通じたため、新竹市内のカトリック教会の多くは眷村付近に位置している。本聖堂付近の台湾人（本省人）集落と当時互いに往来はなかった。
- 1958年 - 10月26日 「王であるキリストの主日」に献堂され、正式に供用開始。本聖堂は揚州の耶穌聖心堂と外観が似ているが、これは聖堂建設を計画したフェイ師が揚州使徒座代理区長であったことにちなむものである。
- 1961年 - 3月21日 教皇ヨハネ23世は桃園県、新竹県（現・新竹市も含む）、苗栗県を管轄区域とする新竹教区を設立。同年5月21日 「聖霊降臨の主日」に、ローマのサン・ピエトロ大聖堂においてじきじきに杜宝晋師を司教叙階し、新竹教区の初代司教に任命、本聖堂が司教座聖堂となった。
- 2001年 - 行政院文化建設委員会は、本聖堂を「台湾歴史建築百景」に選定。
- 2006年 - 新竹市政府（市役所）は、本聖堂を含めた市内の名所を北斗七星になぞらえて「竹塹七星」とし、中国語、英語および日本語の観光案内板を設置。

## 建築の特色
本聖堂の外観はゴシック建築を彷彿させ、聖堂本体とそこから伸びる翼廊を俯瞰すると、巨大な十字架状を呈している。内部には屋根を支える梁がない。丸天井は船体のキールの如く、聖堂内部の空間を更に明るく、広々としたものとしている。四季を通じて太陽光がステンドグラス越しに射し込み、荘厳で輝かしい雰囲気を醸しだしている。